# كونستانتينوس إيكونوميديس
كونتسانتيونس إيكونوميدوس (باليونانية: Κωνσταντίνος Οικονομίδης)‏ (Konstantinos Economidis) من مواليد 2 نوفمبر 1977, لاعب كرة مضرب محترف يوناني.

## وصلات خارجية
- كونستانتينوس إيكونوميديس على موقع رابطة محترفي التنس (الإنجليزية)
- كونستانتينوس إيكونوميديس على موقع الاتحاد الدولي لكرة المضرب (الإنجليزية)
- كونستانتينوس إيكونوميديس على موقع كأس ديفيز (الإنجليزية)
- كونستانتينوس إيكونوميديس على موقع خلاصة التنس.كوم (الإنجليزية)
- كونستانتينوس إيكونوميديس على موقع إي إس بي إن.كوم (الإنجليزية)
- كونستانتينوس إيكونوميديس على موقع أوليمبيديا (الإنجليزية)

.